# Sat.1
Sat.1 é um canal de televisão alemão, que faz parte da ProSiebenSat.1 Media.